# Weickartshain
Weickartshain ist ein landwirtschaftlich geprägter Stadtteil Grünbergs im mittelhessischen Landkreis Gießen.

## Geografische Lage
Der Ort befindet sich auf 311 m Meereshöhe 1 km oberhalb des Seenbachtales etwa 25 km östlich von Gießen am Fuß des Vogelsberges. Die Nachbarorte sind Stockhausen, Lardenbach, Freienseen und Lauter. Die Kernstadt Grünberg ist etwa 5 km in westlicher Richtung, die Stadt Laubach etwa 8 km in südöstlicher Richtung entfernt.

## Ortsgeschichte

### Mittelalter
Die Ersterwähnung des Orts findet sich in einer Urkunde des Jahres 1443 der Ortsname: „Wikandeshain“. Im Lehensbrief des Seybold von Winthusen heißt es: „zcu Wikandeshain ein Drittel adir me des czehunden“. Fast gleichlautend steht in einer Urkunde von 1551: „zu Weickeshain ein drittentheil oder mehr des zehendes“. Salbucheintragungen des 16. Jahrhunderts nennen 1589 die heutigen Grünberger Stadtteile: „Stangenrod, Lenheim, Weickershain, Flensingen“. 1591 lautet der Eintrag: „zu Weickertßhain“.
Der Ortsname wird abgeleitet von den Rufnamen „Wighardt“, also ist es der Hain des Wighardts.
Allerdings dürfte der Ort älter sein (?) bedingt durch die Erzförderung und das Auffinden von Rennöfen in der Gemarkung, aber die schriftlichen Hinweise fehlen.

### Neuzeit
1526 begann auch in Weickartshain die Reformationszeit. Von 1634 bis 1875 mussten alle Taufen, Heiraten und Todesfälle im Kirchenbuch zu Merlau verzeichnet werden, da Weickartshain diesem Kirchspiel angeschlossen war. Der Dreißigjährige Krieg verschonte das versteckt in den Wäldern abseits der großen Heerstraßen liegende kleine Dorf zunächst, doch 1635 kam die im Gefolge des Krieges ziehende Pest auch nach Weickartshain und raffte 42 Menschen dahin. Der Sage nach blieben nur drei Frauen am Leben, deren Namen noch heute als Flurnamen in der Gemarkung erhalten sind.
Mussten die Schüler zunächst Sommer wie Winter nach Flensungen in die Schule, so änderte sich das 1685, als die Gemeinde einen eigenen Lehrer anstellte. Allerdings mussten die Schullasten auch weiterhin an die Kirchspielschule in Merlau entrichtet werden. Dies änderte sich erst 1834. Allerdings war zu diesem Zeitpunkt das unter großen Mühen erbaute Schulhaus bereits zum Armen- und Hirtenhaus umgenutzt worden. 1837 wurde eine Hofreite gekauft und zum Schulhaus umgebaut. Drei Jahre später baute man die dazugehörige Scheune zur Leichenhalle und zum Gebetsraum um, aber erst 1842, als das Gebäude einen Glockenturm bekam, konnte man von einer Kirche sprechen.
Die Statistisch-topographisch-historische Beschreibung des Großherzogthums Hessen berichtet 1830 über Weickartshain:

„Weickartshain (L. Bez. Grünberg) evangel. Filialdorf; liegt 1 St. von Grünbergm hat 60 Häuser und 347 Einwohner, die alle evangelisch sind. Die Einwohner gehören größtentheils zum Bauernstand.“

Bereits 1903 wurde Weickartshain an das Eisenbahnnetz angeschlossen. 1921 entschloss man sich zum Bau einer Elektrizitätsleitung und am 26. Januar 1922 wurde erstmals das Licht in Weickartshain eingeschaltet. 1931 wurde das baufällige Gotteshaus durch eine Bruchstein-Kirche ersetzt.

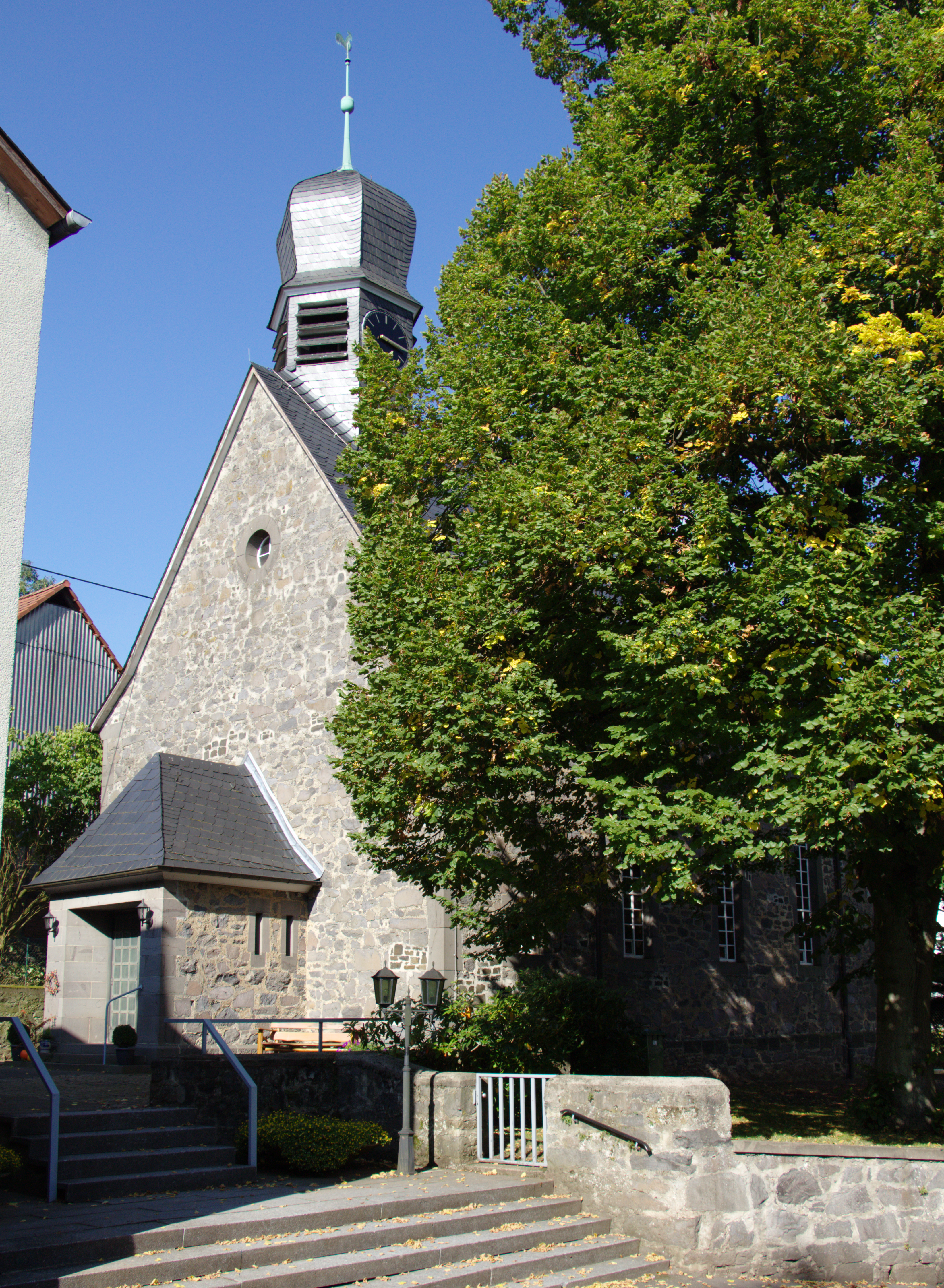
Evangelische Kirche von 1932

Nach dem Zweiten Weltkrieg stieg durch den Zuzug der Kriegs- und Nachkriegsvertriebenen die Einwohnerzahl auf 710 an. Die Beschaffung von ausreichendem Wohnraum wurde zum Problem, das durch Ausweisung eines großen Baugebietes am Seenbach (der sog. Seenbrücke) gelöst wurde. Kurz danach wurde der Eisenbahnbetrieb wieder eingestellt. Das Bahnhofsgebäude ist heute ein Wohnhaus, der Bahndamm ein beliebter Wanderweg.
1951 entstand eine ortseigene Pumpstation im Seenbachtal, die bis heute den Einwohnern erstklassiges Trinkwasser liefert.
Nach 1945 änderte sich das Leben im bisher bäuerlich geprägten Dörfchen erheblich. Waren die Einwohner bisher hauptsächlich mit Ackerbau und Viehzucht beschäftigt, so wurde jetzt eine bescheidene Industrie angesiedelt. Eisenerz-Bergbau, eine Firma für Ladenbau und eine Molkerei gaben den Menschen Arbeit. Aber schon zum Ende der 1950er Jahre verließen viele Bürger den Ort und suchten anderswo Arbeit. Die Bevölkerungszahl pendelt sich um 600 Bürger ein. Erst durch den Zuzug von Aussiedlern zu Beginn der 1990er Jahre wurde die heutige Einwohnerzahl erreicht.
1977 bis 1980 baute man ein Dorfgemeinschaftshaus mit einem enormen Anteil an Eigenleistung, das allen Vereinen und den Einwohnern für jede Art von Festlichkeit zur Verfügung steht.
Hessische Gebietsreform (1970–1977)
Im Zuge der Gebietsreform in Hessen wurde die bis dahin selbständige Gemeinde Weickartshain zum 31. Dezember 1970 auf freiwilliger Basis in die Stadt Grünberg eingemeindet. Für Weickartshain, sowie für alle ehemals eigenständigen Gemeinden von Grünberg und die Kernstadt wurde je ein Ortsbezirk gebildet.

### Eisenerz-Tagebau
Die Erzfunde in der Gemarkung sollen sich angeblich im Ortsnamen widerspiegeln. Die historisch belegten Formen des Ortsnamens, welche von der Namensforschung herangezogen werden, widersprechen dieser phantasievollen Deutung.
Hier wurde Brauneisenerz oberirdisch – also „weich“ – gefunden und im Tagebau abgebaut. Das so geförderte Erz wurde über eine Drahtseilbahn zur Waschanlage auf der Seenbrücke verbracht, dort gewaschen und dann in Güterwagen der Bahn verladen. Die Erdanteile wurden auf dem sogenannten Schlammteich abgelagert. Der Schlammteich ist heute noch vorhanden und dient als Naherholungsgebiet. Die Erzgruben existierten bis in die 1940er Jahre. Ein plötzlicher Wassereinbruch durch eine versehentlich angebohrte Quelle füllte die Grube schnell aus und bildete einen Teich. Außerdem nahm der Erzanteil immer mehr ab. Daraufhin wurde die Förderung 1943/44 vollständig eingestellt. Das Gelände wurde in den 1970er Jahren zum Naherholungsgebiet ausgebaut und heute steht dort eine Grillhütte; ein Zeltplatz ist ebenfalls vorhanden.
Inzwischen verläuft der „Erzweg Süd“ auch durch die Gemarkung des Dorfs und durch die Weickartshainer Schweiz. Auf diesem Wanderweg kann die Geschichte der Eisenerzförderung anschaulich verfolgt werden.

### Verwaltungsgeschichte im Überblick
Die folgende Liste zeigt die Staaten und Verwaltungseinheiten, denen Weickartshain angehört(e):

- 1391 und später: Heiliges Römisches Reich, Landgrafschaft Hessen, Amt Grünberg
- ab 1567: Heiliges Römisches Reich, Landgrafschaft Hessen-Marburg, Amt Grünberg[15]
- 1604–1648: Heiliges Römisches Reich, strittig zwischen Landgrafschaft Hessen-Darmstadt und Landgrafschaft Hessen-Kassel (Hessenkrieg)
- ab 1604: Heiliges Römisches Reich, Landgrafschaft Hessen-Darmstadt, Amt Grünberg,[16]
- ab 1806: Großherzogtum Hessen, Fürstentum Oberhessen, Amt Grünberg[17][18]
- ab 1815: Großherzogtum Hessen, Provinz Oberhessen, Amt Grünberg[19]
- ab 1821: Großherzogtum Hessen, Provinz Oberhessen, Landratsbezirk Grünberg[Anm. 2]
- ab 1832: Großherzogtum Hessen, Provinz Oberhessen, Kreis Grünberg
- ab 1848: Großherzogtum Hessen, Regierungsbezirk Gießen
- ab 1852: Großherzogtum Hessen, Provinz Oberhessen, Kreis Grünberg
- ab 1867: Norddeutscher Bund, Großherzogtum Hessen, Provinz Oberhessen, Kreis Grünberg
- ab 1871: Deutsches Reich, Großherzogtum Hessen, Provinz Oberhessen, Kreis Grünberg
- ab 1874: Deutsches Reich, Großherzogtum Hessen, Provinz Oberhessen, Kreis Gießen
- ab 1918: Deutsches Reich, Volksstaat Hessen, Provinz Oberhessen, Kreis Gießen
- ab 1938: Deutsches Reich, Volksstaat Hessen, Landkreis Gießen
- ab 1945: Deutsches Reich, Amerikanische Besatzungszone,[Anm. 3] Groß-Hessen, Regierungsbezirk Darmstadt, Landkreis Gießen
- ab 1946: Deutsches Reich, Amerikanische Besatzungszone, Hessen, Regierungsbezirk Darmstadt, Landkreis Gießen
- ab 1949: Bundesrepublik Deutschland, Hessen, Regierungsbezirk Darmstadt, Landkreis Gießen
- ab 1971: Bundesrepublik Deutschland, Hessen, Regierungsbezirk Darmstadt, Landkreis Giesen, Stadt Grünberg
- ab 1977: Bundesrepublik Deutschland, Hessen, Regierungsbezirk Darmstadt, Lahn-Dill-Kreis, Stadt Grünberg
- ab 1979: Bundesrepublik Deutschland, Hessen, Regierungsbezirk Darmstadt, Landkreis Gießen, Stadt Grünberg
- ab 1981: Bundesrepublik Deutschland, Hessen, Regierungsbezirk Gießen, Landkreis Gießen, Stadt Grünberg

### Recht

#### Materielles Recht
In Weickartshain galt der Stadt- und Amtsbrauch von Grünberg als Partikularrecht. Das Gemeine Recht galt nur, soweit der Amtsbrauch keine Bestimmungen enthielt. Dieses Sonderrecht alten Herkommens behielt seine Geltung auch während der Zugehörigkeit zum Großherzogtum Hessen im 19. Jahrhundert, bis es zum 1. Januar 1900 von dem einheitlich im ganzen Deutschen Reich geltenden Bürgerlichen Gesetzbuch abgelöst wurde.

#### Gerichtsverfassung seit 1803
In der Landgrafschaft Hessen-Darmstadt wurde mit Ausführungsverordnung vom 9. Dezember 1803 das Gerichtswesen neu organisiert. Für die Provinz Oberhessen wurde das Hofgericht Gießen eingerichtet. Es war für normale bürgerliche Streitsachen Gericht der zweiten Instanz, für standesherrliche Familienrechtssachen und Kriminalfälle die erste Instanz. Übergeordnet war das Oberappellationsgericht Darmstadt. Die Rechtsprechung der ersten Instanz wurde durch die Ämter bzw. Standesherren vorgenommen und somit war für Weickartshain das „Amt Grünberg“ zuständig. Nach der Gründung des Großherzogtums Hessen 1806 wurden die Aufgaben der ersten Instanz 1821 im Rahmen der Trennung von Rechtsprechung und Verwaltung auf die neu geschaffenen Landgerichte übertragen. „Landgericht Grünberg“ war daher von 1821 bis 1879 die Bezeichnung für das erstinstanzliche Gericht, das für Weickartshain zuständig war.
Anlässlich der Einführung des Gerichtsverfassungsgesetzes mit Wirkung vom 1. Oktober 1879, infolge derer die bisherigen großherzoglichen Landgerichte durch Amtsgerichte an gleicher Stelle ersetzt wurden, während die neu geschaffenen Landgerichte nun als Obergerichte fungierten, kam es zur Umbenennung in „Amtsgericht Grünberg“ und Zuteilung zum Bezirk des Landgerichts Gießen. Am 1. Juli 1968 erfolgte die Auflösung des Amtsgerichts Grünberg, Weickartshain wurde dem Amtsgericht Gießen zugelegt.

## Bevölkerung

### Einwohnerstruktur 2011
Nach den Erhebungen des Zensus 2011 lebten am Stichtag dem 9. Mai 2011 in Weickartshain 627 Einwohner. Darunter waren 3 (0,5 %) Ausländer.
Nach dem Lebensalter waren 126 Einwohner unter 18 Jahren, 249 zwischen 18 und 49, 141 zwischen 50 und 64 und 111 Einwohner waren älter. Die Einwohner lebten in 240 Haushalten. Davon waren 66 Singlehaushalte, 66 Paare ohne Kinder und 84 Paare mit Kindern, sowie 18 Alleinerziehende und 6 Wohngemeinschaften. In 48 Haushalten lebten ausschließlich Senioren und in 162 Haushaltungen lebten keine Senioren.

### Einwohnerentwicklung
| Quelle: Historisches Ortslexikon |                                                                                  |
| • 1577:                          | 018 Hausgesesse                                                                  |
| • 1630:                          | 011 zweispännige, 10 einspännige Ackerleute, 4 Einläuftige                       |
| • 1669:                          | 071 Seelen                                                                       |
| • 1742:                          | 001 Geistliche/Beamter, 37 Untertanen, 17 Junge Mannschaften, kein Beisasse/Jude |
| • 1806:                          | 251 Einwohner, 54 Häuser                                                         |
| • 1829:                          | 347 Einwohner, 60 Häuser                                                         |
| • 1867:                          | 312 Einwohner, 59 bewohnte Gebäude                                               |
| • 1875:                          | 363 Einwohner, 63 bewohnte Gebäude                                               |

| Weickartshain: Einwohnerzahlen von 1791 bis 2020 | Weickartshain: Einwohnerzahlen von 1791 bis 2020 | Weickartshain: Einwohnerzahlen von 1791 bis 2020 | Weickartshain: Einwohnerzahlen von 1791 bis 2020 | Weickartshain: Einwohnerzahlen von 1791 bis 2020 |
| --- | ------------------------------------------------ | ------------------------------------------------ | ------------------------------------------------ | ------------------------------------------------ |
| Jahr |                                                  |                                                  |                                                  | Einwohner                                        |
| 1791 | 1791                                             |                                                  | 217                                              | 217                                              |
| 1800 | 1800                                             |                                                  | 248                                              | 248                                              |
| 1806 | 1806                                             |                                                  | 251                                              | 251                                              |
| 1829 | 1829                                             |                                                  | 347                                              | 347                                              |
| 1834 | 1834                                             |                                                  | 347                                              | 347                                              |
| 1840 | 1840                                             |                                                  | 378                                              | 378                                              |
| 1846 | 1846                                             |                                                  | 362                                              | 362                                              |
| 1852 | 1852                                             |                                                  | 419                                              | 419                                              |
| 1858 | 1858                                             |                                                  | 407                                              | 407                                              |
| 1864 | 1864                                             |                                                  | 342                                              | 342                                              |
| 1871 | 1871                                             |                                                  | 369                                              | 369                                              |
| 1875 | 1875                                             |                                                  | 363                                              | 363                                              |
| 1885 | 1885                                             |                                                  | 332                                              | 332                                              |
| 1895 | 1895                                             |                                                  | 356                                              | 356                                              |
| 1905 | 1905                                             |                                                  | 398                                              | 398                                              |
| 1910 | 1910                                             |                                                  | 435                                              | 435                                              |
| 1925 | 1925                                             |                                                  | 417                                              | 417                                              |
| 1939 | 1939                                             |                                                  | 441                                              | 441                                              |
| 1946 | 1946                                             |                                                  | 645                                              | 645                                              |
| 1950 | 1950                                             |                                                  | 673                                              | 673                                              |
| 1956 | 1956                                             |                                                  | 621                                              | 621                                              |
| 1961 | 1961                                             |                                                  | 556                                              | 556                                              |
| 1967 | 1967                                             |                                                  | 532                                              | 532                                              |
| 1970 | 1970                                             |                                                  | 580                                              | 580                                              |
| 1980 | 1980                                             |                                                  | ?                                                | ?                                                |
| 1987 | 1987                                             |                                                  | 611                                              | 611                                              |
| 2003 | 2003                                             |                                                  | 628                                              | 628                                              |
| 2011 | 2011                                             |                                                  | 627                                              | 627                                              |
| 2016 | 2016                                             |                                                  | 567                                              | 567                                              |
| 2020 | 2020                                             |                                                  | 593                                              | 593                                              |
| Datenquelle: Historisches Gemeindeverzeichnis für Hessen: Die Bevölkerung der Gemeinden 1834 bis 1967. Wiesbaden: Hessisches Statistisches Landesamt, 1968. Weitere Quellen: LAGIS; Ab 1970: Stadt Grünberg:; Zensus 2011 |                                                  |                                                  |                                                  |                                                  |

### Historische Religionszugehörigkeit
| • 1830: | 347 evangelische (= 100 %) Einwohner                               |
| • 1961: | 466 evangelische (= 83,81 %), 89 katholische (= 16,00 %) Einwohner |

### Historische Erwerbstätigkeit
| • 1961: | Erwerbspersonen: 113 Land- und Forstwirtschaft, 119 Prod. Gewerbe, 30 Handel, Verkehr und Nachrichtenübermittlung, 26 Dienstleistungen und Sonstiges. |

## Politik
Für den Stadtteil Weickartshain besteht ein Ortsbezirk (Gebiete der ehemaligen Gemeinde Weickartshain) mit Ortsbeirat und Ortsvorsteher nach der Hessischen Gemeindeordnung.
Der Ortsbeirat besteht aus neun Mitgliedern. Bei den Kommunalwahlen in Hessen 2021 betrug die Wahlbeteiligung zum Ortsbeirat 58,26 %. Alle Kandidaten gehörten der „Bürgerliste Weickartshain“ an. Der Ortsbeirat wählte Ulrich Ebenhöh zum Ortsvorsteher.

## Regelmäßige Veranstaltungen
Der Kulturring Weickartshain organisiert turnusmäßig alle zwei Jahre gemeinsam mit den örtlichen Vereinen ein Dorffest.